# Synagoge (Angeltürn)
Die ehemalige Synagoge der Jüdischen Gemeinde von Angeltürn, einem Stadtteil von Boxberg im Main-Tauber-Kreis in Baden-Württemberg, wurde im Jahr 1860 erbaut und bestand bis zum Jahr 1913.

## Geschichte
Bereits seit Anfang des 19. Jahrhunderts befand sich in Angeltürn eine Synagoge, welche sich um das Jahr 1850 bereits im baufälligen Zustand befand. Aus diesem Grund wurde im Jahr 1860 die neu Synagoge in der Steinstraße 1 errichtet. Jedoch wurde diese auf Grund der schwindenden jüdischen Bevölkerung des Stadtteils schon vor dem Jahr 1900 nicht mehr regelmäßig benutzt. Schließlich wurde das Anwesen, auf dem sich die Synagoge befand, im Jahr 1923 versteigert und von diesem Zeitpunkt an als Scheune und Stall weiter bewirtschaftet. Im Jahr 1980 wurde die Scheune komplett abgerissen und durch ein neues Scheunengebäude ersetzt.